# Aziatische Spelen 1954
De tweede Aziatische Spelen werden gehouden in het Filipijnse Manilla van 1 tot 9 mei 1954. De Spelen werden officieel geopend door president Ramon Magsaysay in het Rizal Memorial Sports Complex te Manilla.
De officiële opening in het Rizal Memorial Sports Complex werd verricht door president Ramon Magsaysay, de atleteneed werd afgelegd door Martin Gison, de olympische fakkel werd ontstoken door Enriquito Beech.

## Feiten
- Een totaal van 970 atleten deed mee aan deze editie van de Aziatische Spelen.
- Een totaal van 19 landen deed mee aan deze editie van de Aziatische Spelen.
- Acht verschillende sporten werden georganiseerd:
  - Atletiek
  - Basketbal
  - Boksen
  - Voetbal
  - Schietsport
  - Zwemmen
  - Gewichtheffen
  - Worstelen
- Wielersport werd niet langer georganiseerd.
- Boksen, schietsport en worstelen waren de nieuwe sporten.

## Medaillespiegel

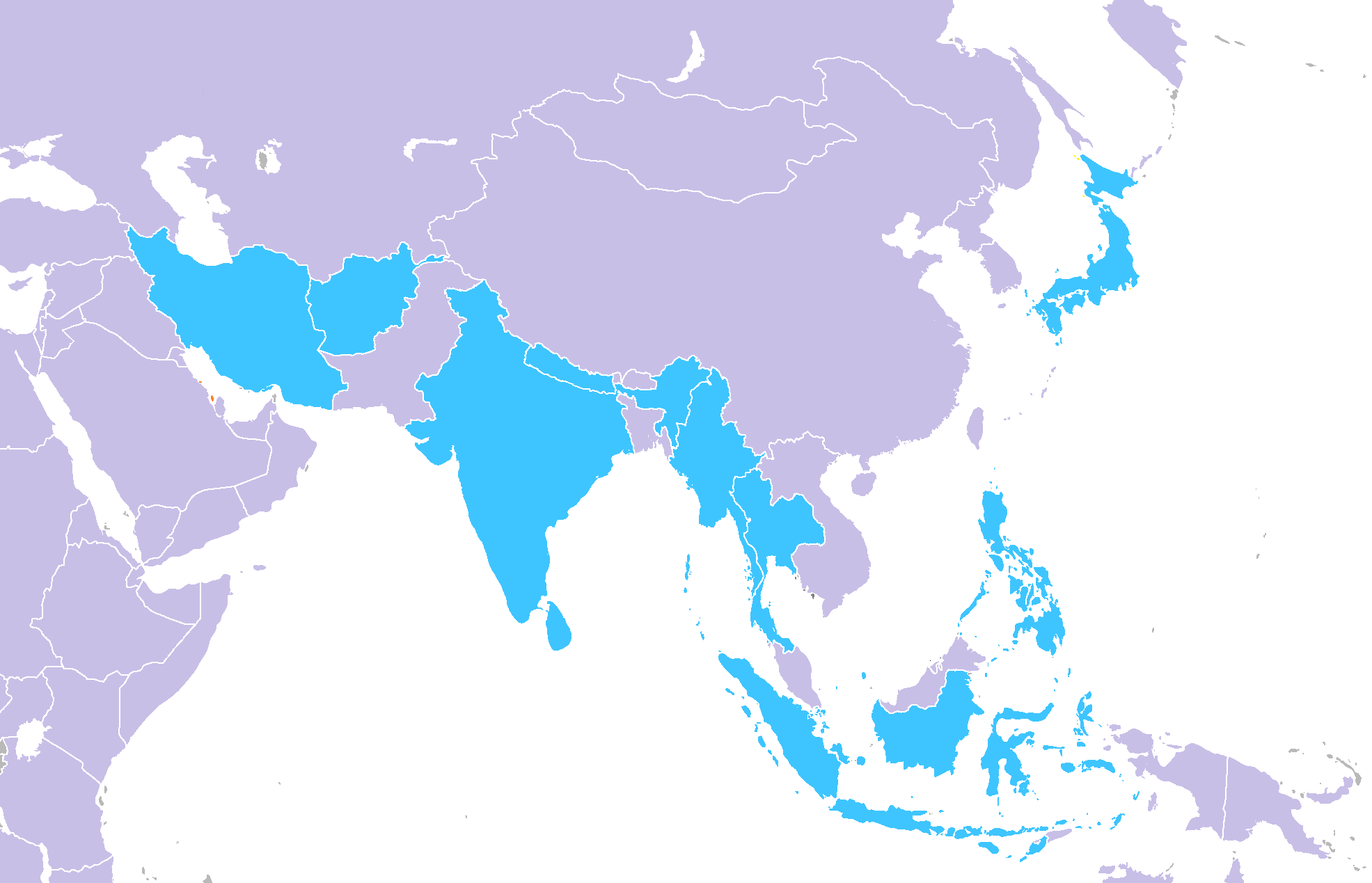
Deelnemende landen (blauw)

| Rang   | Land       | Goud | Zilver | Brons | Totaal |
| ------ | ---------- | ---- | ------ | ----- | ------ |
| 1      | Japan      | 38   | 36     | 24    | 98     |
| 2      | Filipijnen | 14   | 14     | 17    | 45     |
| 3      | Zuid-Korea | 8    | 6      | 5     | 19     |
| 4      | Pakistan   | 4    | 5      | 0     | 9      |
| 5      | India      | 4    | 4      | 5     | 14     |
| 6      | Taiwan     | 2    | 4      | 6     | 12     |
| 7      | Birma      | 2    | 0      | 2     | 4      |
| 8      | Israël     | 2    | 0      | 1     | 3      |
| 9      | Singapore  | 1    | 3      | 4     | 8      |
| 10     | Ceylon     | 0    | 1      | 1     | 2      |
| 11     | Indonesië  | 0    | 0      | 3     | 3      |
| 12     | Hongkong   | 0    | 0      | 1     | 1      |
| Totaal | Totaal     | 75   | 73     | 69    | 218    |

1951 ·
1954 ·
1958 ·
1962 ·
1966 ·
1970 ·
1974 ·
1978 ·
1982 · 
1986 · 
1990 · 
1994 · 
1998 · 
2002 · 
2006 · 
2010 · 
2014 · 
2018 · 
2022